# Leisure Suit Larry
Leisure Suit Larry is een reeks computerspellen ontwikkeld door Sierra Entertainment, alsmede de bijnaam van de hoofdpersoon uit deze spellen; Larry Laffer. Het eerste deel kwam uit 1987 en was toen uitermate populair. De populariteit van het eerste deel is er nog steeds, maar het wordt steeds moeilijker een exemplaar van Leisure Suit Larry te bemachtigen.
De spellenreeks is bedacht door Al Lowe.

## Verhaal
De spellen draaien om de escapades van een man genaamd Larry Laffer, bijgenaamd Leisure Suit Larry omdat hij altijd gekleed gaat in een wit discopak uit de jaren 70. Volgens het achtergrondverhaalgegeven in het eerste spel is Larry een computerfanaat en nerd, die jarenlang in de kelder van zijn moeder woonde en al die tijd maagd is gebleven. Op zijn 40e krijgt hij echter toch de kriebels om de liefde van zijn leven te gaan zoeken. Hij verliest zijn baan, verlaat zijn ouderlijk huis, en besluit zijn leven over een heel andere boeg te gooien. Vanaf dat moment gaat hij op zoek naar romantiek, vrouwen en het uitgaansleven.
In de loop van de spellen verliest Larry zijn maagdelijkheid en trouwt twee keer, maar wordt door beide vrouwen gedumpt. Hij ontmoet uiteindelijk – zo lijkt het tenminste – zijn ware liefde in de gedaante van Passionate Patti.
Larry’s voornaam is afgeleid van Al Lowes vriend Jerry. Zijn achternaam is afgeleid van Arthur Laffer.

## Geschiedenis
Het begon allemaal toen Al Lowe, die toen nog bij Sierra Entertainment werkte, op het idee kwam een destijds revolutionair computerspel te maken. Het thema was seks. Bovendien zou het spel zich gaan afspelen in de hedendaagse, echte wereld, iets dat nog maar weinig spellen uit die tijd deden.
Omdat dit thema niet voor iedereen geschikt was, moesten spelers minstens 18 jaar zijn. Dit werd gecontroleerd met een quiz aan het begin van het spel, met vragen waarbij ervan werd uitgegaan dat alleen volwassenen ze konden beantwoorden. Deze vragenlijst was echter te omzeilen door alt-x in te drukken.
Leisure Suit Larry in the Land of Lounge Lizards (LSL1) was een grafische bewerking van de tekstadventure SoftPorn. In de tijd dat de grafische kaarten beter werden is het spel opnieuw uitgebracht met dezelfde interface als LSL5. In 2013 is met behulp van een Kickstarter.com campagne LSL1 opnieuw uitgebracht onder de naam "Leisure Suit Larry RELOADED!"
Na LSL1 kwam al snel een tweede deel uit (Leisure Suit Larry Looking for Love (in Several Wrong Places)). Er werden hierna nog vier delen gemaakt (LSL3: Passionate Patti in Pursuit of the Pulsating Pectorals; LSL5: Passionate Patti Does a Little Undercover Work; LSL6: Shape Up or Slip Out! en LSL7: Love for Sail)
Er is geen LSL4 gemaakt. De reden waarom is niet bekend, maar het verhaal deed de ronde dat Al Lowe had gezworen na deel 3 om nooit een deel 4 te maken. Ook is er een veelgehoorde theorie dat Sierra van plan was de vierde Larry-titel te bewaren voor een multiplayerspel, dat uiteindelijk nooit is gemaakt. In LSL 5 komen op diverse plekken verwijzingen voor naar het niet bestaande spel Leisure Suit Larry: The Missing Floppies.
LSL6 is de eerste die is uitgebracht op cd-rom. Er zat geen kopieerbeveiliging op omdat men ervan uitging dat mensen nooit in staat zouden zijn cd-roms te kopiëren. Tevens is LSL6 de eerste die gebruikmaakt van een verteller (narrator) die in spraakvorm reageert op de handelingen van de speler. LSL7 had als extraatje het Cybersniff 2000™-systeem. Op diverse locaties binnen het spel kwam er een cijfer in beeld. Als de speler met zijn nagel over het genummerde vakje op de bijgeleverde kraskaart ging, rook hij een geur die bij de situatie hoorde, zoals zonnebrand bij het zwembad, oliegeur in de cabine 0, of een scheetlucht na het eten van de beandip.
Een achtste spel in de reeks, LSL8: Lust in Space was in ontwikkeling, maar dit werd afgebroken door Sierra. LSL8 zou het eerste 3D Larry-spel worden.
In 2004 werd een nieuwe versie uitgebracht Leisure Suit Larry - Magna Cum Laude. Dit spel wordt door veel mensen beschouwd als het minste uit de reeks. Een oorzaak hiervan zou zijn dat dit het eerste deel is dat zonder oorspronkelijke bedenker Al Lowe tot stand is gekomen. Ook is het hoofdpersonage niet langer Larry Laffer, maar zijn neefje Larry Lovage.
Bij wijze van kopieerbeveiliging werd er in het begin en tijdens het spel om informatie gevraagd die alleen uit bij het spel geleverde documentatie te halen viel, zoals telefoonnummers van getoonde dames of een kluiscombinatie.

## De reeks
- Leisure Suit Larry in the Land of the Lounge Lizards (1987, VGA-versie in 1991)
- Leisure Suit Larry Goes Looking for Love (In Several Wrong Places) (1988)
- Leisure Suit Larry 3: Passionate Patti in Pursuit of the Pulsating Pectorals (1989)
- Leisure Suit Larry 5: Passionate Patti Does a Little Undercover Work (1991)
- Leisure Suit Larry 6: Shape Up or Slip Out! (1993)
- Leisure Suit Larry: Love for Sail! (1996)
- Leisure Suit Larry: Magna Cum Laude (2004)
- Leisure Suit Larry: Box Office Bust (2009)
- Leisure Suit Larry: Reloaded (2014)[2][3]
(tweede remake van Land of the Lounge Lizards)
- Leisure Suit Larry: Wet Dreams Don't Dry (2018)[4][5]
- Leisure Suit Larry: Wet Dreams Dry Twice (2020)

Tevens is er een Utility-spel, namelijk "The Laffer Utilities Version 4.01". Deze wordt ook onofficieel Larry 4 genoemd.